# Dag van Arafat
De Dag van Arafat (Arabisch: يوم عرفة, yawm ʿarafah) is de dag voorafgaand aan het Offerfeest (Eid al-Adha). Deze dag valt op de 9e dag van Dhoe al-Hidzjah, de 12e en laatste maand van de islamitische maankalender.
Op deze dag verblijven de bedevaartgangers op de Vlakte van Arafat, in het zuidoosten van Mekka waar de profeet Mohammed zijn afscheidspreek hield op een vrijdag. Het is tevens ook de dag waarop de islam als religie werd voltooid.
Het wordt moslims die niet op bedevaart zijn aanbevolen om op deze dag te vasten om vergeving te verkrijgen voor de zonden van het voorgaande jaar en het komende jaar. 